# جانینا هیبل
جانینا هیبل (انگلیسی: Janina Hiebel؛ زادهٔ ۱۹۷۹) عضو فرهنگستان، پژوهشگر مطالعات کتاب مقدس در دوره اسارت بابلی و کتاب حزقیال اهل استرالیا است.